# Таштып (река)
Ташты́п (в верховье Большой Таштып) — горно-степная река в южной части Хакасии, левый приток реки Абакан.
Протекает по территориям Таштыпского и Аскизского районов.
Длина — 136 км, площадь водосбора — 2520 км². Исток в центральной части Абаканского хребта. Устье — в 4,5 км северо-восточнее села Усть-Есь. На протяжении 15 км в нижнем течении имеет общую долину с р. Абакан.
Таштып принимает более 70 притоков, наиболее крупные.: Большая Сея (дл. 35 км), Малая Сея (25 км), Тёя (98 км), Есь (71 км). Лесистость бассейна около 75 %. Режим реки подчиняется общим закономерностям территории. Средний годовой расход воды (гидропост в с. Таштып) составляет 25,3 м³/с. Общее годовое водопотребление не превышает 0,6 млн м³.

## Притоки
- Есь
- Тёя
- 21 км: Чиланы
- 24 км: Бутрахт
- 27 км: Имек
- 28 км: Хызылпас
- 35 км: Шама
- 39 км: Курлугаш
- 42 км: Малая Сея
- 44 км: Большая Сея
- Сигиртуп
- 47 км: Сиры (в верховье Бол. Сиры)
- 54 км: Танжуль
- Харасуг
- 59 км: Бор
- 62 км: Малый Бор
- Хызылсуг
- Шобот
- Курлек
- Тайлан
- 71 км: Тойсюк (в верховье Торзук)
- 72 км: Анджулька
- Торжуль
- Магаза
- Ахайлыхол
- 84 км: Тахта
- 85 км: Малый Таштып
- 98 км: Начул
- Тгенихол
- Испахс
- Сулахол
- Хулгансуг
- Чаттырсуг
- Харасуг
- Уекпосых
- Уртанташтып

## Данные водного реестра
По данным государственного водного реестра России относится к Енисейскому бассейновому округу, водохозяйственный участок реки — Енисей от Саяно-Шушенского г/у до впадения реки Абакан, речной подбассейн реки — Енисей между слиянием Большого и Малого Енисея и впадением Ангары. Речной бассейн реки — Енисей.

## Топографические карты
- Лист карты N-45-119 Верх  Таштып. Масштаб: 1 : 100 000. Состояние местности на 1962 год. Издание 1973 г.
- Лист карты N-45-120 Таштып. Масштаб: 1 : 100 000. Состояние местности на 1989 год. Издание 1992 г.
- Лист карты N-46-109. Масштаб: 1 : 100 000. Состояние местности на 1986 год. Издание 1992 г.